# Fiódor Raskólnikov
Fiódor Fiodórovitx Raskólnikov (rus: Фёдор Фёдорович Раскольников) (Sant Petersburg, Rússia, 28 de gener de 1892 – Niça, França, 12 de setembre de 1939), de nom real Fiodor Ilín (rus: Фёдор Ильин) va ser un militar i polític bolxevic, comandant de la flota del Bàltic i ambaixador soviètic. Va ser un dels més destacats comandaments militars comunistes durant la Guerra Civil russa. Era germà del mestre d'escacs Aleksandr Ilín-Jenevski.
Va néixer el 1893. Va ingressar en la fracció bolxevic del Partit Obrer Socialdemòcrata de Rússia el 1910 quan estudiava a la capital, Sant Petersburg. Entre 1914 i 1917, va estudiar en una acadèmia naval i va aconseguir el grau de sotstinent.
Durant el període del Govern Provisional Rus després de la caiguda de la monarquia al començament de 1917, es va encarregar de l'organització dels bolxevics de la base naval de Kronstadt i va ser un dels dirigents de les protestes durant les Jornades de juliol. Després de la Revolució d'Octubre, va ser comissari polític.
Durant la guerra civil, va manar un destacament de marins de la flota del Bàltic al front del riu Volga i més tard —a partir de juny de 1919— va destacar com a comandant de la flotilla del Volga i Caspi, el control del qual va recuperar. Al maig de 1920, va capturar les restes de la flota «blanca» que actuava en el Caspi. Va comandar la flota del Bàltic durant vuit mesos al final de la guerra civil, des del juny de 1920. La seva missió era millorar l'estat de la flota i posar fi als problemes polítics que hi havia al Bàltic.
Va donar suport a Trotski en la disputa sobre el paper dels sindicats el 1920-1921, defensant-ne l'estricte control. Va servir com a ambaixador a l'Afganistan entre 1921 i 1924. Més tard, entre 1924 i 1930, va exercir un paper destacat en la burocràcia literària soviètica.
Entre 1930 i 1938, va tornar a exercir com a diplomàtic, i fou ambaixador soviètic plenipotenciari a Estònia, Dinamarca, i finalment Bulgària.
El març de 1938 fou cridat a tornar a l'URSS des de Sofia, però l'1 d'abril es va negar a tornar. El 1939 va publicar la seva famosa Carta Oberta a Stalin, des de França, i al cap de poc va morir "en caure d'una finesta". Segons l'historiador Roy Medvedev, podria haver estat assassinat per agents de l'NKVD. Algunes teories apunten que l'assassí podria haver estat Sergei Efron, marit de la poetessa Marina Tsvetàieva.